# Фирсов, Борис Максимович
Бори́с Макси́мович Фи́рсов (22 июня 1929, Саранск — 18 января 2024, Санкт-Петербург) — советский и российский социолог. Доктор философских наук (1979).
Основатель (1994), ректор (до 2003), затем — почётный ректор Европейского университета в Санкт-Петербурге, профессор факультета политических наук и социологии, Почётный доктор Хельсинкского университета, лауреат Международной Леонтьевской медали (2006).
Автор более 200 научных работ по теории и методологии современной социологии, истории советской социологии, по вопросам изучения общественного сознания, процессов массовой коммуникации, включая публикации за рубежом (Болгария, Венгрия, Германия, Польша, США, Финляндия, Франция, Чехословакия, Япония).

## Биография
Окончил с отличием электрофизический факультет Ленинградского электротехнического института (1954).
Занимался общественной деятельностью, избираясь на должности секретаря райкома комсомола (1953—1956), секретаря обкома ВЛКСМ в 1956—1959 годах, а затем и первого секретаря Дзержинского РК КПСС Ленинграда (1959—1962). Общественная деятельность рассматривалась им как средство достижения социальных целей.
С 1962 по 1966 год занимал должность директора Ленинградской студии телевидения. Уволен после прямой передачи, в которой обсуждались проблемы советской топонимики.
Интерес к науке привёл Фирсова в очную аспирантуру философского факультета Ленинградского государственного университета, где под научным руководством В. А. Ядова была написана кандидатская диссертация Фирсова «Социальные проблемы телевидения». Этому способствовала первая зарубежная стажировка в Лондонской школе экономики (1967), где исследователю была предоставлена возможность для ознакомления с деятельностью телерадиокомпании Би-би-си и её службы изучения радиотелевизионной аудитории.
Затем последовал период работы заведующим сектором в Институте социально-экономических проблем АН СССР, в котором в 1975 году были собраны разрозненные группы обществоведов, имевшие статус филиалов и секторов московских научных учреждений. В 1978 году защитил докторскую диссертацию «Массовая коммуникация в условиях различных социальных систем». Тем не менее в 1984 году бюро Ленинградского обкома КПСС освободило Фирсова от должности заведующего сектором. Научная «ссылка» учёного проходила в стенах Института этнографии АН СССР, где он погрузился в изучение уникальных материалов Этнографического бюро князя В. Н. Тенишева (1843—1903). Работа с новой для него дисциплиной позволила Фирсову преодолеть известную самодостаточность социологического видения мира и внести вклад в этнографию, введя в научный оборот систематизированное описание сведений о быте русских крестьян.
В 1989 году Фирсов стоял у истоков институционализации академического института — петербургского филиала Института социологии АН СССР, директором которого он оставался до 1995 года.
В начале девяностых Фирсов возглавил организационный комитет по созданию негосударственного образовательного учреждения — Европейского университета в Санкт-Петербурге и в дальнейшем стал его первым ректором, занимая этот пост до 2003 года.
Ушёл из жизни 18 января 2024 года на 95-м году жизни в Санкт-Петербурге.

## Научная деятельность
Первые научные исследования были связаны с изучением места телевидения в советском обществе. Докторская диссертация, защищённая в 1979 году, стала продолжением анализа процессов массовой коммуникации в условиях различных социальных систем. Защите предшествовали несколько зарубежных поездок: стипендия ЮНЕСКО в научных учреждениях и университетах Франции (1972), а также стажировка при исследовательском институте Японской радиовещательной корпорации NHK (1977). Сравнительные исследования коммуникационных процессов были положены в основу нескольких международных проектов конца 1970-х — начала 1980-х годов. Коллективный проект «Качество населения Санкт-Петербурга» (1993—1996) положил начало новому направлению фундаментальных исследований в российской социологии — комплексному изучению человеческих ресурсов и человеческого потенциала. В 2001 году вышел курс из семи лекций Фирсова «История советской социологии 1950—1980-х годов», посвящённый истории отношений советской социологии и власти. Его основной темой является анализ советской социологии как научно-политического феномена.
Также его научная деятельность связана с историей советской социологии, исторической динамикой советской и постсоветской культуры, связи истории и социологии. В результате проекта, направленного на исследование социальной истории разрушения монолита советской системы, была написана книга «Разномыслие в СССР: 1940—1960-е годы», в которой была предпринята попытка показать, что не только в условиях «глобального» потепления в хрущёвскую эпоху, но и в условиях «вечной мерзлоты» сталинского правления, советские люди искали и находили способы сопротивления принудительному погружению в атмосферу навязываемого единомыслия. Привычным началом процесса смены вех принято считать март 1953 года, когда со смертью Сталина и началом хрущёвской «оттепели» стало возможным разномыслие в стране. Однако Фирсов предполагает, что и в сталинские послевоенные года люди находили способы ухода от принуждения к единомыслию. Книга стимулировала специальное обсуждение феномена разномыслия, результатом чего стала международная научная конференция «Разномыслие в СССР и России (1945—2008)».

## Основные публикации
- Фирсов Б. М. Телевидение глазами социолога. — М.: Искусство, 1972. — 190 с.
- Фирсов Б. М. Пути развития средств массовой коммуникации. — Л.: Наука, 1977. — 188 с.
- Фирсов Б. М. Массовая коммуникация в условиях научно-технической революции / Под ред. Б. М. Фирсова. — Л.: Наука, 1981. — 166 с.
- Фирсов Б. М. Массовая коммуникация и охрана окружающей среды / Под ред. М. Лауристин и Б. М. Фирсова. — Таллин: Ээсти Раамат, 1987. — 296 с.
- Фирсов Б. М. Разработка научных основ изучения и формирования экологического сознания населения страны / Отв. ред. Б. М. Фирсов. — М.: Институт социологии АН СССР, 1990. Ч. I. 98 с.; 1991. Ч. II. 73 с.
- Фирсов Б. М. Качество населения Санкт-Петербурга / Отв. ред. Б. М. Фирсов. — СПб.: СПб. филиал Института социологии РАН. 1993. — 238 с.
- Фирсов Б. М. Быт великорусских крестьян-землепашцев (по материалам Этнографического бюро кн. В. Н. Тенишева) / Сост. и авт. вступит. статьи, описания материалов Владимирской губернии и научно-справочного аппарата Б. М. Фирсов и И. Г. Киселёва. — СПб.: Издательство Европейского дома, 1994. — 480 с.
- Фирсов Б. М. Качество населения Санкт-Петербурга. II / Отв. ред. Б. М. Фирсов. — СПб.: СПб. филиал Института социологии РАН., 1996. — 304 с.
- Фирсов Б. М. Связь времён. Девять сюжетов о прошлом, настоящем и будущем. — СПб.: Европейский университет в Санкт-Петербурге, 1997. — 104 с.
- Фирсов Б. М. История советской социологии 1950—1980-х годов: Курс лекций. — СПб.: Издательство Европейского университета в Санкт-Петербурге, 2001. — 295 с.
- Фирсов Б. М. История и социология: мосты и стены // Журнал социологии и социальной антропологии. — 2003. — № 3. — С. 55—68.
- Firsov B.M. History and Sociology: Walls and Bridges // European Review of History. — 2004, Vol.11, N1. — P.79-93.
- Фирсов Б. М. Разномыслие в СССР. 1940—1960-е годы. — СПб.: Издательство Европейского университета в Санкт-Петербурге, Издательство Европейского дома, 2008. — 544 с.
- Фирсов Б. М. История советской социологии: 1950—1980-е годы. Очерки. — СПб.: Издательство Европейского университета в Санкт-Петербурге, 2012. — 476 с.